# Sediul fostei Cârmuiri guberniale a Basarabiei
Sediul fostei cârmuiri guberniale a Basarabiei este un monument de arhitectură, artă și istorie de însemnătate locală, introdus în Registrul monumentelor de istorie (nr. 201) a municipiului Chișinău, amplasat în Centrul istoric, pe str. Mihail Kogălniceanu, 63. În perioada anilor 1904-1917, edificiul a găzduit Conducerea (zemstvo) guberniei Basarabiei. 

## Istoric

Clădirea Imprimeriei Statului din Chișinău în perioada interbelică, pe atunci str. Pușkin 12, apoi str. Carol I nr. 12.

Lucrările de construcție a edificiului au început în anul 1903, după ce Secția de construcții a Cârmuirii guberniale a avizat proiectul pentru construcția noului sediu al Cârmuirii. Proiectul a fost prezentat de subcolonelul V. Ivanițki, supravegherea tehnică a fost realizată de arhitectul  Mitrofan Elladi, iar construcția sub vizorul căpitanului Piotr Heidenreich. Construcția a fost finisată în anul 1904.
În perioada interbelică, în incinta imobilului s-a aflat Imprimeria Statului din Chișinău, iar în 1940 – Inspectoratul Urban de Poliție. În timpul celui de-al doilea război mondial, la retragerea trupelor sovietice, clădirea a fost avariată după ce a fost dinamitată, și a fost parțial reconstruită în primii ani de după război. În perioada sovietică în incinta imobilului s-a aflat Institutul de Industrie Alimentară.
În anii 2014-2016, edificiul a fost restaurat, și în prezent găzduiește Agenția Națională pentru Siguranța Alimentelor.

## Descriere
Din partea străzii Kogălniceanu, imobilul are trei etaje cu subsol, iar din partea străzii Pușkin – două etaje cu subsol, într-un plan unghiular. Intrarea principală este dinspre strada Pușkin, iar în curte, dinspre str. M. Kogălniceanu, printr-un gang.
Fațada orientată spre str. Pușkin are trei rezalite, două laterale și unul central, prin care are loc intrarea sub forma unui portic cu patru coloane, deasupra căruia este amenajat un balcon.